# آزاده ضربی
آزاده ضربی (زادهٔ ۱۳۷۲ – درگذشتهٔ ۲۵ آبان ۱۳۹۸) یکی از کشته‌شدگان اعتراضات آبان ۱۳۹۸ ایران بود.

## زندگی
آزاده ضربی در سال ۱۳۷۲ متولد شد. او فارغ‌التحصیل مقطع کاردانی و دانشجوی مقطع کارشناسی دانشگاه آزاد اسلامی واحد شهر قدس بود. وی ساکن فردیس کرج و تنها فرزند دختر خانواده بود و یک برادر داشت. او حامی حیوانات بود و به کوهنوردی، دوچرخه‌سواری و طبیعت علاقه داشت.

## کشته شدن
آزاده ضربی روز ۲۵ آبان سال ۱۳۹۸، حدود ساعت شش بعد از ظهر، همراه پسردایی، دختردایی و یکی از دوستانش به منزل دختردایی‌اش می‌رفت که با تجمع اعتراضی مردم در فردیس کرج روبرو شد. او درحالی‌که از فلکهٔ سوم به سمت فلکهٔ پنجم فردیس در حرکت بود، از ناحیهٔ حنجره هدف گلولهٔ مستقیم قرار گرفت. همراهان آزاده ابتدا با اورژانس تماس گرفتند اما پاسخی دریافت نکردند. پس از آن با کمک یکی از شهروندان، او را ابتدا به یک درمانگاه رساندند اما از پذیرش او خودداری شد. سپس او را به بیمارستان شهید بهشتی منتقل کردند اما او قبل از رسیدن به بیمارستان جان‌باخت. پیکر آزاده ضربی در بهشت سکینهٔ کمال‌آباد به خاک سپرده شد.

## پس از کشته شدن
- در ابتدا از تحویل پیکر آزاده ضربی به خانواده ممانعت شد. پس از گذشت ۹ روز و با پادرمیانی یکی از آشنایان، جسد او از پزشکی قانونی شهریار تحویل گرفته شد.[۱۰][۶]
- خانوادهٔ ضربی اجازهٔ دفن پیکر آزاده را در مکان مورد نظرشان پیدا نکردند.[۶]
- از خانوادهٔ ضربی تعهد گرفته شد تا مراسم خاکسپاری مختصر و بی‌سر و صدا برگزار شود. مجلس ترحیم او با دستور نیروهای امنیتی در منزل و با حدود ۲۰ نفر انجام شد.[۶][۱]
- خانوادهٔ آزاده ضربی تحت فشار قرار گرفته و از اطلاع‌رسانی منع شدند.[۶]
- به پدر و مادر آزاده پیشنهاد شده بود قبول کنند فرزندشان شهید شده و از مزایای خانواده شهدا استفاده کنند اما آن‌ها قبول نکردند.[۱۰]
- زهرهٔ رحیمی، ۱۳ ساله، از دانش‌آموزانی که در سال ۱۳۸۳ از طرف مدرسه برای قایق سواری به دریاچهٔ پارک شهر تهران رفته بود و به همراه ۵ دانش‌آموز دیگر در حادثه پارک شهر تهران جان‌باخت، از بستگان آزاده ضربی بود.[۶]